# Tanacetum leptophyllum
Tanacetum leptophyllum là một loài thực vật có hoa trong họ Cúc. Loài này được (M.Bieb.) Sch.Bip. miêu tả khoa học đầu tiên năm 1844.